# Rolando Mosca Moschini
Rolando Mosca Moschini (Terni, 9 marzo 1939) è un generale italiano che ha ricoperto, tra gli altri, i ruoli di comandante generale della Guardia di Finanza e capo di stato maggiore della difesa. Dal 2006 al 2015 è stato consigliere militare dei presidenti della Repubblica Giorgio Napolitano e Sergio Mattarella.

## Biografia
Nato a Terni il 9 marzo 1939, e un discendente di un ramo della nobile famiglia Mosca; ha frequentato il 14° Corso dell'Accademia Militare di Modena, tra il 1957 ed il 1959 ed è stato nominato sottotenente dell'arma di artiglieria il 1° settembre del 1959. Dal 1959 al 1961 ha frequentato il biennio di studi presso la Scuola di applicazione a Torino, laureandosi poi in in Sociologia, Scienze Strategiche e Scienze Internazionali e Diplomatiche. Dal settembre 1961 al gennaio 1962 ha frequentato il corso tecnico applicativo presso la Scuola di artiglieria di Bracciano. Nel periodo 1962-1965 ha prestato servizio presso il Reggimento artiglieria a cavallo di Milano, dove ha ricoperto gli incarichi di Sottocomandante e comandante di batteria. divisioni "Folgore" e "Mantova". Ha comandato l'8° batteria del 33° Reggimento artiglieria da campagna fino all'agosto del 1968. Dal 1968 al 1971 ha frequentato il 93° corso di stato maggiore ed il 93°corso superiore di stato maggiore presso la Scuola di guerra di Civitavecchia. Assegnato al Comando del 5° Corpo d'armata, per il prescritto periodo di esperimento di Stato Maggiore, ha ricoperto l'incarico di "Addetto all'Addestramento".

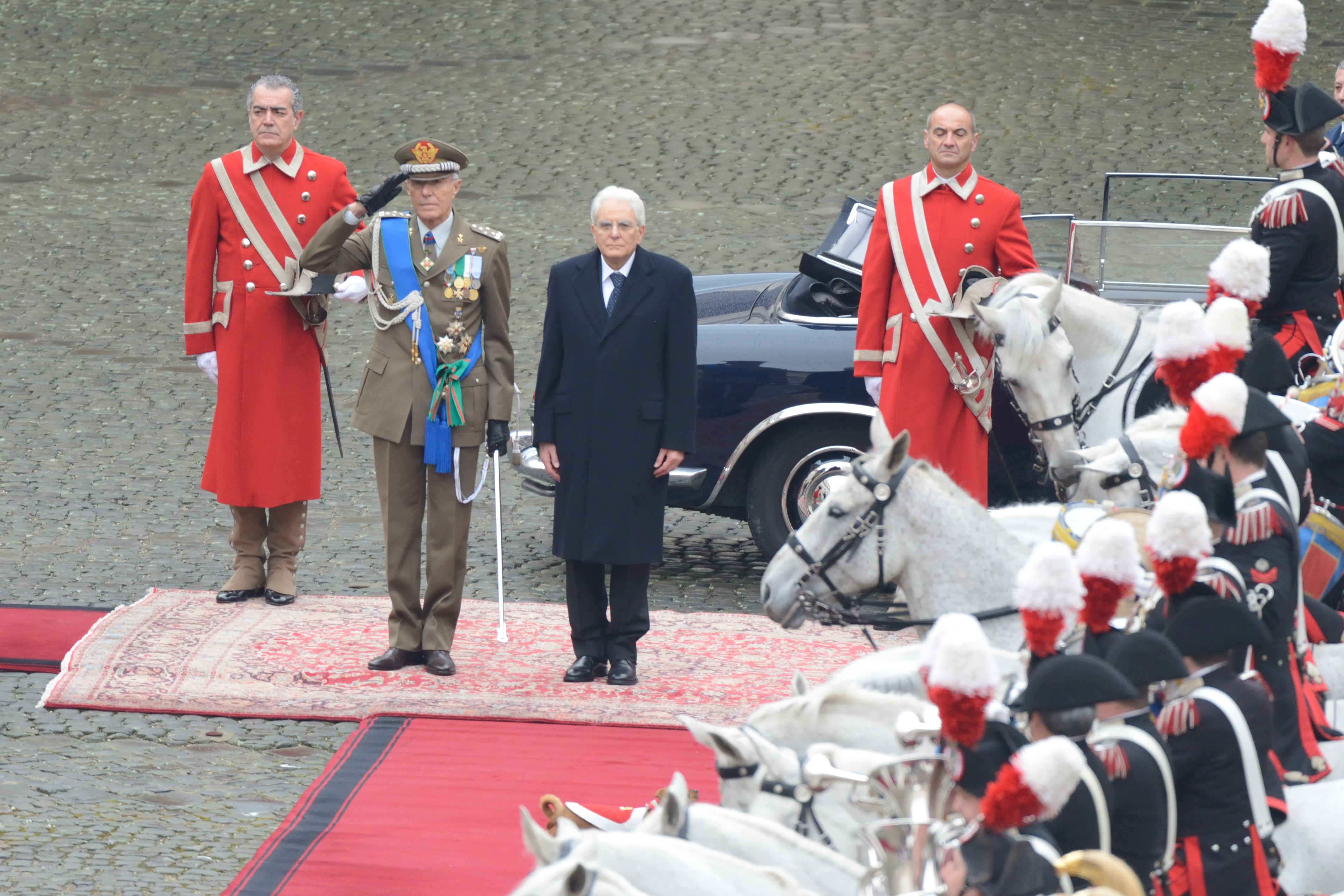
Mosca Moschini assieme a Mattarella, il giorno dell'insediamento del presidente.

Dal 1972 al 1974 ha prestato servizio nel Regno Unito, nell'ambito dello Stato Maggiore della 3^ Divisione britannica. Trasferito allo Stato maggiore dell'Esercito , ha operato presso l'Ufficio Impiego del Personale e, successivamente, per tre anni, presso l'Ufficio del Capo di Stato Maggiore dell'Esercito. Dal 1979 al 1980 ha comandato il 28° Gruppo Artiglieria "Livorno" della Brigata Meccanizzata "Mantova". Ha poi diretto l'Ufficio Impiego del Personale dello Stato Maggiore dell'Esercito e, dal 1984 al 1987, ha ricoperto l'incarico di Capo dell'Ufficio del Capo di Stato Maggiore dell'Esercito. Dal 1980 al 1983 è stato addetto militare presso l'Ambasciata d'Italia a Londra e, dal 1983 al 1984, Vice Comandante della Brigata Corazzata "Vittorio Veneto" a Trieste. Nel biennio 1987-1989 ha comandato la Brigata Meccanizzata "Granatieri di Sardegna". Successivamente, ha frequentato la 41^ sessione del Centro alti studi della Difesa (1989-1990) ed ha diretto il reparto addestramento, operazioni e regolamenti dello Stato Maggiore Esercito, coordinando, tra l'altro, le attività per fronteggiare l'emergenza profughi albanesi, nel 1990, la protezione dei punti sensibili del territorio nazionale durante la guerra del Golfo e l'impiego del contingente militare italiano nell'operazione Provide Comfort a protezione della popolazione curda nell'Iraq settentrionale.

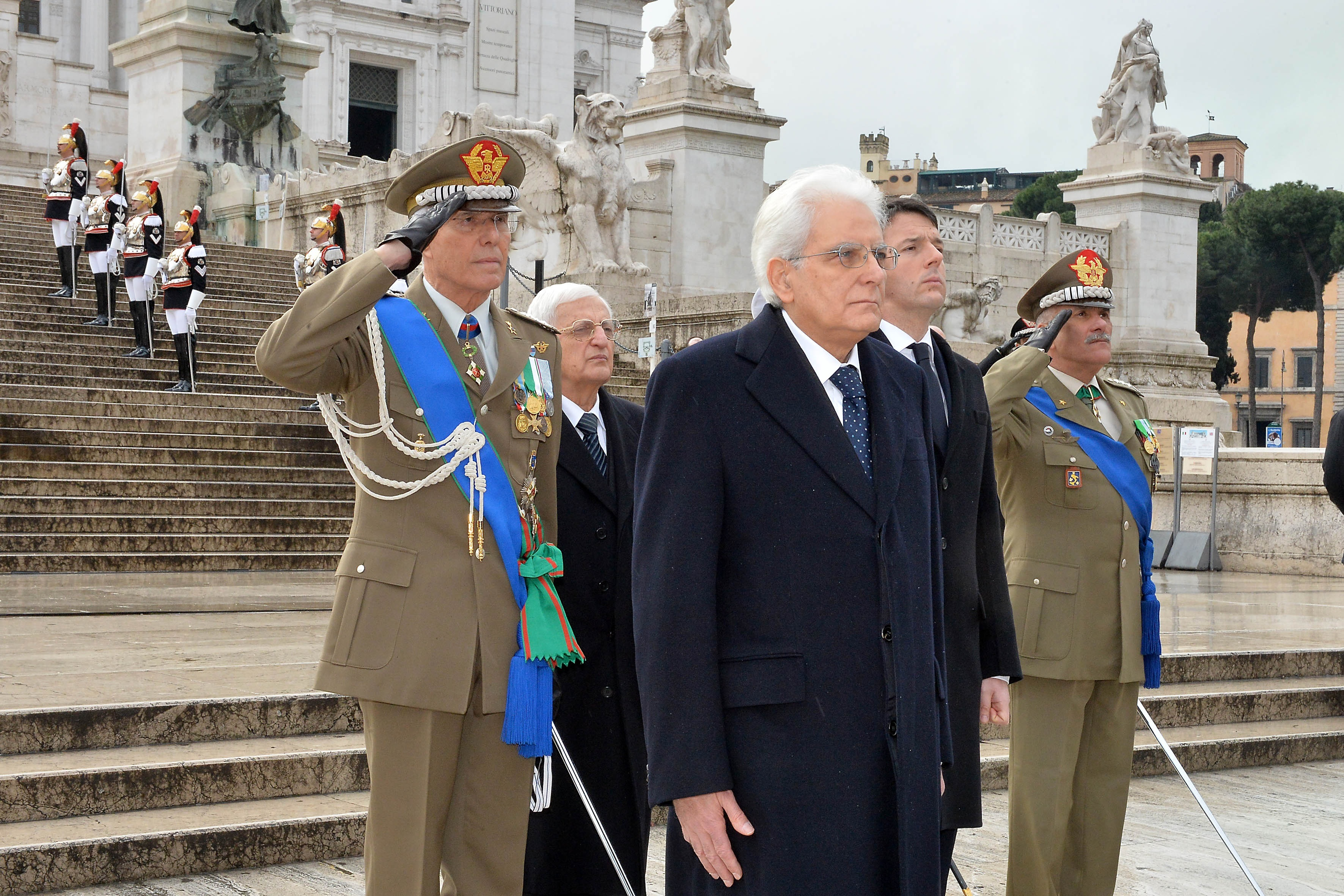
Moschini dietro al presidente Sergio Mattarella all'Altare della Patria, nel 2015.

Dal 1991 al 1993, ha ricoperto l'incarico di Vice segretario generale del Comitato esecutivo per i servizi di informazione e sicurezza. Consigliere militare della rappresentanza permanente d'Italia presso le Nazioni Unite, ha partecipato ai lavori della 48^, 49^ e 50^ Assemblea generale dell'ONU ed ha fatto parte della delegazione italiana al Consiglio di sicurezza. Dopo aver comandato il 3° Corpo d'armata e dal gennaio 1997 al marzo 2001, è stato Comandante generale della Guardia di Finanza, mentre tra il 1º aprile 2001 ed il 9 aprile 2004 , ricoprì l'incarico di capo di stato maggiore della difesa tra il 1º aprile 2001 ed il 9 aprile 2004. Lasciato lo stato maggiore della difesa, fu nominato presidente del Comitato militare dell'Unione europea (EUMC), succedendo a Gustav Hägglund . Il 6 novembre 2006, ritiratosi dal servizio, è stato sostituito da Henri Bentégeat.

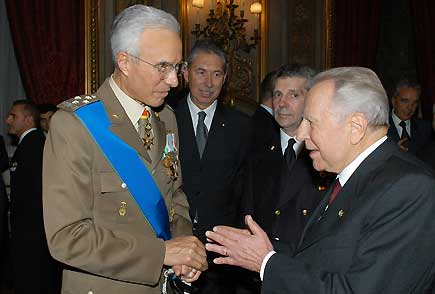
Il presidente Ciampi con il gen. Mosca Moschini, dopo essere stato insignito della classe di Grand'ufficiale dell'OMI.

Rientrato in Italia al termine dell'incarico, dal 7 novembre 2006 fu Consigliere militare del Presidente della Repubblica Italiana Giorgio Napolitano fino alle sue dimissioni nel 2015, per poi mantenere la carica con Sergio Mattarella fino a quando viene nominato Consigliere per gli affari del Consiglio supremo di difesa dal 27 febbraio 2015, di cui è stato segretario  fino al 24 febbraio 2022. Il 21 gennaio 2005 ha ricevuto, nel corso di una solenne cerimonia nell'aula magna dell'Università degli Studi di Perugia, la laurea "honoris causa" in Giurisprudenza .